# Sainte-Magnance
Sainte-Magnance is een gemeente in het Franse departement Yonne (regio Bourgogne-Franche-Comté) en telt 365 inwoners (2004). De plaats maakt deel uit van het arrondissement Avallon.

## Geografie
De oppervlakte van Sainte-Magnance bedraagt 19,1 km², de bevolkingsdichtheid is 19,1 inwoners per km².
De onderstaande kaart toont de ligging van Sainte-Magnance met de belangrijkste infrastructuur en aangrenzende gemeenten.

## Demografie
Onderstaande figuur toont het verloop van het inwonertal (bron: INSEE-tellingen).